# Lida
För andra betydelser, se Lida (olika betydelser).
Lida (belarusiska: Ліда) är en stad i Hrodna voblast i västra Belarus cirka 160 kilometer väster om Minsk.

## Etymologi
Namnet kommer från litauiskans lyda vilket har samma betydelse som svenskans svedja som i svedjebruk.

## Historia
Lida nämns i krönikor från år 1180 och fram till tidigt 1300-tal var Lida en skans byggd i trä. År 1323 byggde furst Gediminas ett fort i sten och Lida var en del av storfurstendömet Litauen. Efter hans död blev Lida huvudstad i den självständiga provinsen Algirdas. Fortet stod emot korståg från Tysk-romerska riket 1392 och 1394 men brann ner år 1710. Krigen på 1600- och 1700-talen drabbade Lida hårt när det kom i kläm mellan bland annat ryska och svenska arméer. År 1786 bodde endast 514 invånare kvar i Lida och år 1795 blev Lida en del av Kejsardömet Ryssland.
Staden drabbades hårt av en franska ockupation under Napoleonkrigen 1812 men växte under den industriella revolutionen. Där fanns bland annat gjuteri, sågverk och två tegelfabriker och 1914 fanns det nästan 40 fabriker.
Lida ockuperades av tyska styrkor under första världskriget och var både en del av Sovjetunionen och det återupprättade Polen innan det slutligen hamnade under polskt styre i mellankrigstiden.
Under andra världskriget ockuperades Lida återigen först av sovjetiska och sedan av tyska styrkor för att efter kriget bli en del av Sovjetunionen i Vitryska SSR.

## Sport
- FK Lida (fotbollsklubb);
- Gradksi stadion, (kapacitet: 2.870)